# Telegraph (album)
Telegraph è il primo album di Drake Bell, attore, cantautore e chitarrista statunitense, pubblicato dall'etichetta discografica Nine Yards Records il 27 settembre 2005 e la cui ristampa è stata messa in commercio il 7 agosto 2007.
Il CD era stato anticipato dall'uscita, l'8 marzo 2005, del singolo Found a Way.

## Tracce
1. Intro (Drake Bell, Michael Corcoran)
2. Found a Way (Drake Bell, Michael Corcoran)
3. Circles (Drake Bell)
4. Somehow (Drake Bell, Michael Corcoran)
5. In the End (Drake Bell, Michael Corcoran)
6. Don't Preach (Chris Abraham, Drake Bell, Michael Corcoran)
7. Hollywood Girl (Drake Bell, Michael Corcoran, Garret Petersen)
8. Golden Days (Drake Bell, D. Tashian, G. Garner)
9. Down We Fall (Drake Bell, Michael Corcoran)
10. The Backhouse (Drake Bell, Michael Corcoran)
11. Highway to Nowhere (Drake Bell, Scott Bennett, Morton Shallman)
12. Telegraph (Drake Bell, Michael Corcoran)

## Informazioni sulle tracce
1. La canzone "Hollywood girl" è stata effettuata da TRL all'interno del film TV "Drake & Josh go Hollywood".
2. Parte di "Don't preach" si può ascoltare anche nella prima parte del film "Drake & Josh go Hollywood", quando Drake suona con la band per gli anziani nella casa di riposo B'nai Shalom. Sempre nello stesso film si possono inoltre sentire "Highway to Nowhere" durante il viaggio in cui Drake & Josh accompagnano Megan all'aeroporto.
3. "Down We fall" viene cantata da Drake nell'episodio "La fan numero uno".
4. "I found a way" è la sigla del telefilm Drake & Josh.
5. Drake Bell canta "Highway to Nowhere" in un'apparizione come guest-star nella serie tv Nickelodeon Zoey 101, nell'episodio "Il prezzo del successo", dove gli studenti della Pacific Coast Academy ingaggiano Drake per suonare al loro festival di primavera.
6. Il beatboxing della canzone "Circles" è stato fatto da Drake Bell e Josh Peck.
7. Si può sentire l'inizio di "Don't preach" nella puntata "La scommessa".
8. Si può sentire una parte di "Highway to Nowhere" nell'episodio "Il feroce Tiberius".